# 古谷雅樹
古谷 雅樹（ふるや まさき、1926年4月9日 - 2021年3月29日）は、日本の植物学者、東京大学名誉教授。

## 略歴
東京生まれ。1949年東京帝国大学理学部卒業。1960年理学博士。イェール大学大学院でPh.D.取得。東京大学理学部助教授、69年教授、87年定年退官、名誉教授、理化学研究所国際フロンティア研究システム、日立基礎研究所勤務。フィトクロム研究を推進した。

## 著書
- 『フィトクロム』岩波書店 1976
- 『植物的生命像 人類は植物に勝てるか?』講談社ブルーバックス 1990
- 『植物は何を見ているか』岩波ジュニア新書 2002

### 共編著
- 『植物生理学講座』全5巻 宮地重遠,玖村敦彦共編集 朝倉書店 1971－72

『植物生理学講座 4  生活環の制御』共著 朝倉書店 1972
- 『光運動反応』編 共立出版 光生物学シリーズ 1981
- 『植物生理学 6  個体発生 発生における素過程と内在の調節機構』編 朝倉書店 1982
- 『植物生理学 7  成長 細胞壁(の構築)と成長制御の機作』編 朝倉書店 1982
- 『植物生理学 8  環境情報 要因の変化に対する認識と応答のしくみ』編 朝倉書店 1981

### 翻訳
- E.ビュニング『生理時計』古谷妙子共訳 東京大学出版会 1977
- P.F.Wareing, I.D.J.Phillips『植物の成長と分化』監訳 学会出版センター 1983

## 論文
- 古谷雅樹[3]